# Drexel Heights
Drexel Heights és una concentració de població designada pel cens dels Estats Units a l'estat d'Arizona. Segons el cens del 2000 tenia 23.849 habitants.

## Demografia
Segons el cens del 2000, Drexel Heights tenia 23.849 habitants, 7.505 habitatges, i 5.988 famílies La densitat de població era de 467,9 habitants/km².
Dels 7.505 habitatges en un 42% hi vivien nens de menys de 18 anys, en un 59,8% hi vivien parelles casades, en un 14,3% dones solteres, i en un 20,2% no eren unitats familiars. En el 15,5% dels habitatges hi vivien persones soles el 4,8% de les quals corresponia a persones de 65 anys o més que vivien soles. El nombre mitjà de persones vivint en cada habitatge era de 3,17 i el nombre mitjà de persones que vivien en cada família era de 3,53.
Per edats la població es repartia de la següent manera: un 31,9% tenia menys de 18 anys, un 9,4% entre 18 i 24, un 28,6% entre 25 i 44, un 22% de 45 a 60 i un 8,1% 65 anys o més.
L'edat mediana era de 32 anys. Per cada 100 dones de 18 o més anys hi havia 92,1 homes.
La renda mediana per habitatge era de 41.211 $ i la renda mediana per família de 42.457 $. Els homes tenien una renda mediana de 31.405 $ mentre que les dones 23.353 $. La renda per capita de la població era de 14.839 $. Aproximadament el 9,9% de les famílies i el 12,1% de la població estaven per davall del llindar de pobresa.

## Poblacions més a prop
El següent diagrama mostra les poblacions més a prop.